# No quiero dormir sola
No quiero dormir sola és una pel·lícula de 2012, dirigida per Natalia Beristáin. Protagonitzada per Adriana Roel i Mariana Gajá. Basat en una anècdota de la directora amb la seva àvia l'actriu Dolores Beristain. Va guanyar el premi a la millor pel·lícula al Festival Internacional de Cinema de Morelia de 2012.

## Argument
Amanda (Mariana Gajá) és una jove solitària que passa les nits amb un home només per a cobrir la seva solitud. La seva vida canvia quan l'informen que s'ha de fer càrrec de la seva àvia Dolores (Adriana Roel), una actriu retirada amb problemes d'alcoholisme i records de les seves velles glòries.

## Elenc
- Adriana Roel - Dolores
- Mariana Gajá - Amanda
- Leonardo Ortizgriz - Pablo
- Arturo Beristain - Pare d'Amanda

## Premios i reconeixements
Premi Ariel (2014)
| Categoria                  | Persona                          | Resultat   |
| -------------------------- | -------------------------------- | ---------- |
| Millor Pel·lícula          | Millor Pel·lícula                | Nominada   |
| Millor Actriu              | Adriana Roel                     | Guanyadora |
| Millor Coactuació Femenina | Mariana Gajá                     | Nominada   |
| Millor Guió Original       | Natalia Beristáin Gabriela Vidal | Nominades  |
| Millor Òpera Prima         | Natalia Beristáin                | Nominada   |